# Pterobryopsis rehmannii
Pterobryopsis rehmannii là một loài rêu trong họ Pterobryaceae. Loài này được Magill mô tả khoa học đầu tiên năm 1979.